# مدرسة غلاسكو للفنون

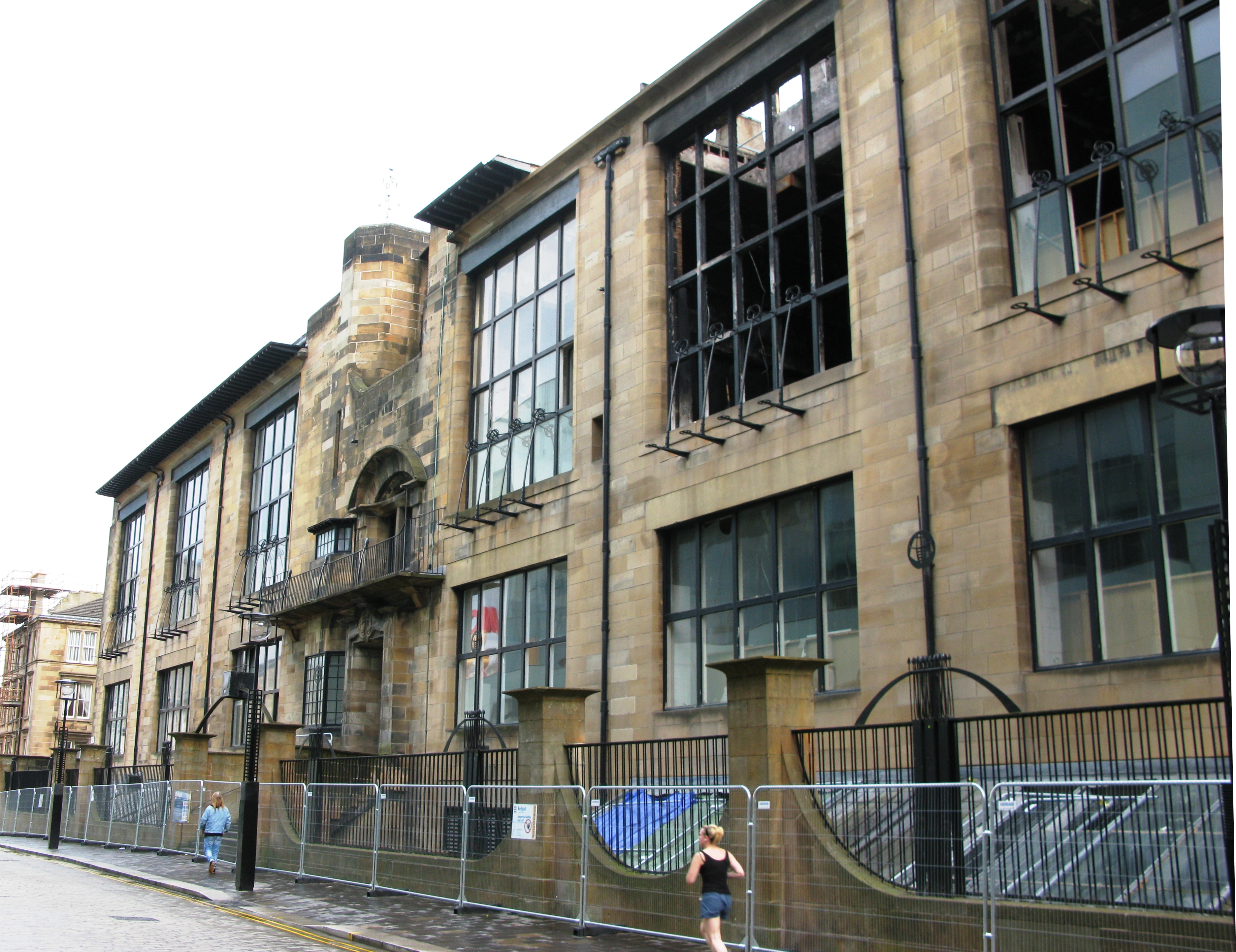
الواجهة الأمامية لمدرسة غلاسكو للفنون في غلاسكو، اسكتلندا.

مدرسة غلاسكو للفنون (بالإنجليزية: Glasgow School of Art) مدرسة فنية اسكتلندية، تأسست في مدينة غلاسكو عام 1845. وتُعتبر المدرسة المستقلة الوحيدة باسكتلندا التي تقدم المستوى الجامعي والأبحاث في مجال العمارة والفنون الجميلة والتصميم.

## التاريخ

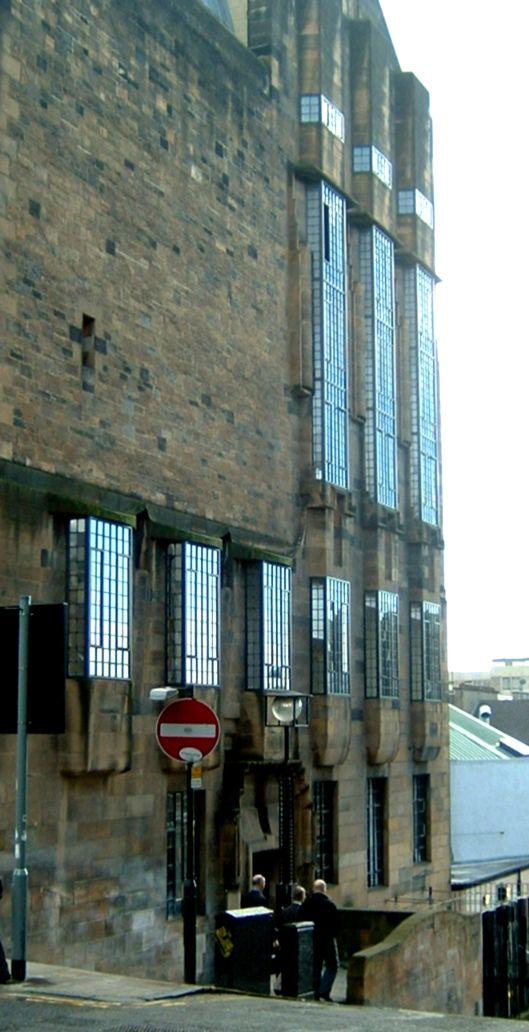
الواجهة الغربية لحرم الجامعة.

تأسست المدرسة في عام 1845 تحت اسم «مدرسة غلاسكو الحكومية للتصميم»، إلا إنه قد تغير إلى «مدرسة غلاسكو للفنون» في عام 1853. في البداية كانت تقع في 12 شارع انجرام، ولكن في عام 1869 انتقلت إلى معارض ماكليلان. في عام 1897، بدأ العمل في المبنى الجديد لإيواء مدرسة في شارع رينفرو. وقد صُمم المبنى من قبل تشارلز ريني ماكينتوش الذي تم اختياره للجنة من قبل مدير. تم الانتهاء من النصف الأول من المبنى في عام 1899 والنصف الثاني في عام 1909.

## التصميم
نأى ماكنتوش بنفسه بعيداً عن تقليدية استخدام الاساليب المعمارية التاريخية، ويستند في خلق التكوين التصميمي للمبنى انطلاقا من وظائفيته، إذ يجعل نوافذ الطابق الأول بمثابة فتحات زجاجية واسعة، تدلل بوضوح عن غايتها المضمونية، كونها فضاءات للمشاغل الفنية. ويتكون حرم الجامعة اليوم من ثلاثة فضاءات.

## وصلات خارجية
- الصفحة الرئيسية لمدرسة غلاسكو للفنون
- رابطة طلاب مدرسة غلاسكو للفنون
- دليل توضيحي لمدرسة غلاسكو للفنون